# 陸俸
陸俸（1485年—？），字天爵，號桃谷，直隸蘇州府吳縣人，匠籍，明朝政治人物。

## 生平
弘治十七年（1504年）甲子科應天府鄉試第一百二十一名舉人。正德六年（1511年）中式辛未科會試第三百一十八名，登第二甲第六十八名進士。累官至刑部郎中。明武宗南巡之爭時，因上疏進諫而被施杖刑，貶為外地。嘉靖時官至寶慶府知府，有惠政。

## 著作
留書《桃谷遗稿》，收錄與《四庫全書》。

## 家族
曾祖陸和卿；祖父陸庸；父陸□。前母柳氏；母王氏。具庆下。弟倫、位。